# Rafael Amaya
Jose Rafael Amaya Nuñez (ur. 28 lutego 1977 r. w Hermosillo, w stolicy stanu Sonora, w Meksyku) – meksykański aktor, producent filmowy, model i piosenkarz.
Po ukończeniu szkoły średniej, studiował w San Diego. Wrócił do Meksyku i zaczął grać w różnych grupach muzycznych, m.in. z zespołem Almalafa. Następnie pracował jako model.

## Telenowele
- 2000: La casa en la playa jako Romualdo Reyes
- 2001: Sin pecado concebido jako Cástulo Campos Ortiz
- 2001: Mujer, Casos de la Vida Real
- 2001–2002: Salomé jako  José Julián
- 2002: Ścieżki miłości (Las vías del amor) jako Paco / Pablo Rivera
- 2004: Zdradzona miłość (Amar otra vez) jako Fernando Castañeda Eslava
- 2006: Las dos caras de Ana jako  Rafael Bustamante / Gustavo Galván
- 2007: Brzydula Betty jako Lorenzo
- 2008: Los simuladores jako Rubalcaba
- 2008: Mujeres asesinas jako Oscar
- 2009: Brzydula Betty jako Lorenzo
- 2009: Sexo y otros secretos jako Martín
- 2010: Ktoś Cię obserwuje (Alguien te mira) jako Julián García Correa
- 2010: La piel azul jako Fernando
- 2011: Królowa Południa (La reina del sur ) jako Raimundo Dávila Parra 'El Güero'
- 2011: Hospital Central jako dr Enrique Guerrero
- 2011: Doctor Mateo jako Roberto
- 2013: El Señor de los Cielos jako Aurelio Casillas

## Filmy fabularne
- 2004: Desnudos jako  Pablo
- 2006: Así del precipicio jako Gerardo
- 2008: Amor letra por letra jako Julián
- 2008: Fotonovela jako Angel
- 2008: S.O.S.: Sexo y otros Secretos jako Martín
- 2008: 24 cuadros de terror jako Lady Killer
- 2009: The Fighter jako Leone
- 2009: Pepe & Santo vs. America jako Julio
- 2009: Me importas tú... y tú
- 2009: La ruleta de los sueños jako Dan
- 2010: Rock Marí jako Pablo
- 2010: Sin memoria
- 2010: Atrocious
- 2010: Adiós mundo cruel jako Luis Armando
- 2013: Meddling Mom jako Pablo

## Filmy krótkometrażowe
- 2009: El descubrimiento jako Barman
- 2009: Se jodió la Navidad jako Hombre en la fiesta
- 2009: Días extraños
- 2013: Kiss of Vengeance jako Aldo